# Kinnefjärdings, Kinne och Kållands domsagas tingslag
Kinnefjärdings, Kinne och Kållands domsagas tingslag var ett tingslag i Skaraborgs län.
Tingslaget bildades den 1 januari 1904 (enligt beslut den 28 september 1900 och den 24 juli 1903) genom av ett samgående av Kinnefjärdings tingslag, Kinne tingslag samt Kållands tingslag. 1971 upplöstes tingslaget och verksamheten överfördes till Lidköpings tingsrätt och Vara tingsrätt.
Tingslaget ingick i Kinnefjärdings, Kinne och Kållands domsaga, bildad 1864. Den 1 januari 1961 upphörde Lidköpings rådhusrätt, och Lidköpings stad överfördes till tingslaget.

## Kommuner
Tingslaget bestod den 1 januari 1952 av följande kommuner:
- Götene köping
- Husaby landskommun
- Järpås landskommun
- Kinnekulle landskommun
- Kållands-Råda landskommun
- Norra Kållands landskommun
- Vinninga landskommun
- Örslösa landskommun

### Fotnoter
1. ↑   (PDF) Bidrag till Sveriges officiella statistik. A. Befolkningsstatistik Statistiska centralbyråns underdåniga berättelse för år 1900. Andra afdelningen: Areal och folkmängd för särskilda administrativa, judiciella och ecklesiastiska områden jämte uppgifter om främmande trosbekännare. Stockholm: Statistiska centralbyrån. 1906. sid. 50. Arkiverad från originalet den 2 oktober 2014. https://www.webcitation.org/6T1dBOrTB?url=http://www.scb.se/H/BISOS. Läst 2 oktober 2014 Arkiverad 11 november 2013 hämtat från the Wayback Machine.
2. ↑   (PDF) Folkräkningen den 31 december 1950, I, Areal och folkmängd inom särskilda förvaltningsområden m.m., Tätorter. Stockholm: Statistiska centralbyrån. 1952-05-19. sid. 78-79. Arkiverad från originalet den 1 oktober 2014. https://www.webcitation.org/6T09ZkyrB?url=http://www.scb.se/Grupp/Hitta_statistik/Historisk_statistik/_Dokument/SOS/Folkrakningen_1950_1.pdf. Läst 9 oktober 2014 Arkiverad 29 oktober 2013 hämtat från the Wayback Machine.